# Alfred Rosenkrantz
Alfred Johannes Rosenkrantz, född 11 november 1898 i Köpenhamn, död 8 juli 1974 i Sundby, var en dansk geolog.
Rosenkrantz, som ända sedan pojkåren haft stort intresse för geologi, blev student 1917 vid Gamle Hellerup gymnasium och började därefter utbilda sig till byggnadsingenjör. Anledningen till detta var att framtidsutsikterna inom geologin ansågs mindre goda, men han kom ändå att under åren 1918-25 tillbringa en avsevärd tid som assistent på Mineralogisk Museum i Köpenhamn och under somrarna vid Danmarks geologiske undersøgelse (DGU). Han inriktade sig tidigt på Krita/Tertiär-gränsen, åt vilken han skulle komma att ägna hela sitt liv. Redan 1920 publicerade han avhandlingen Craniakalk från Kjøbenhavns Sydhamn, varefter under 1920-talet följde en rad mindre avhandlingar.
Efter att ha blivit polyteknisk kandidat 1926 reste han för första gången till Grönland, där han 1926-27 övervintrade i Scoresbysund på Lauge Kochs expedition till Östgrönland. Han studerade där de mesozoiska avlagringarna på Jameson Land och kring Kap Leslie längre in i fjorden. Under den danska expeditionen till Östgrönland 1929 studerade han de mesozoiska avlagringarna norr om Scoresbysund, även då under Kochs ledning, och besökte senare Östgrönland flera gånger på egen hand. I samband med bearbetandet av sitt insamlade fossilmaterial företog han studieresor till Tyskland 1930 och 1931 samt till England 1932. Hans viktigaste arbeten från denna period är The Lower Jurassic Rocks of East Greenland (del I, 1934, del II, 1942).
Under Nuussuaqexpeditionerna 1938 och 1939 inriktade han sig på området mellan Disko och Svartenhuk i Västgrönland. Efter andra världskriget ledde han en rad expeditioner till Nuussuaq 1946-68, efterhand inom ramen för nyupprättade Grønlands geologiske undersøgelse (till vilket han var en av initiativtagarna). Arbetet resulterade främst i en geologisk kartering av området och ett klarläggande av dess tektoniska huvuddrag, men även en utredning av områdets stratigrafi och paleontologi. 
År 1931 utnämndes han till docent i geologi vid Den Polytekniske Læreanstalt och 1943 till professor där. Under åren 1937-52 undervisade han i geologi även vid Danmarks lærerhøjskole. År 1953 blev han extra ordinarie professor i geologi vid Köpenhamns universitet och 1965 ordinarie professor, som han var fram till 1966.
Rosenkrantz författade ett hundratal skrifter inom ett brett geologiskt område, av vilka kan nämnas Kortfattet oversigt over Danmarks geologi (andra upplagan 1939) och Smaabidrag till Danmarks geologi 1-8 (i Meddelelser fra dansk geologisk forening, 1945). År 1937 blev han ledamot av Akademiet for de Tekniske Videnskaber och 1948 av Videnskabernes Selskab. Han blev Fellow of the Arctic Institute of North America 1950, korresponderande ledamot av vetenskapsakademien i Wien 1963 samt promoverades till filosofie hedersdoktor vid Lunds universitet 1965.